# Microthamnium pumilum
Microthamnium pumilum là một loài Rêu trong họ Hypnaceae. Loài này được (Hook. & Wilson) A. Jaeger mô tả khoa học đầu tiên năm 1878.